# Илинце
Илинце (на сръбски: Илинце или Ilince; на албански: Ilinca) е село в Югоизточна Сърбия, Пчински окръг, община Прешево.

## Население
Албанците в община Прешево бойкотират проведеното през 2011 г. преброяване на населението.
Според преброяването на населението от 2002 г. селото има 136 жители.

### Етнически състав
Данните за етническия състав на населението са от преброяването през 2002 г.
- албанци – 134 жители (98,52%)
- унгарци – 2 жители (1,48%)